# 5224 Abbe
Az 5224 Abbe (ideiglenes jelöléssel 1982 DX3) a Naprendszer kisbolygóövében található aszteroida. Freimut Börngen fedezte fel 1982. február 21-én.